# Montilly
Montilly est une commune française, située dans le département de l'Allier en région Auvergne-Rhône-Alpes.

## Géographie

### Localisation
Montilly est située au nord du département de l'Allier. Elle dépend de l'arrondissement de Moulins et du canton de Moulins-1 depuis le redécoupage des cantons du département, ayant pris effet lors des élections départementales de 2015.
Le chef-lieu du département, Moulins, se situe à 8,1 km au sud-est à vol d'oiseau.
La commune est bordée par l'Allier à l'est. L'ouest du territoire communal est occupé par une partie de la forêt de Bagnolet.

### Communes limitrophes
Sept communes sont limitrophes de Montilly :
| Bagneux | Villeneuve-sur-Allier | Trévol         |
| Agonges | Montilly              |                |
| Marigny |                       | Neuvy, Avermes |

### Hydrographie
La commune est traversée par la rivière Allier.

### Transports
Le territoire communal est desservi par les routes départementales 13 (liaison de Limoise à Moulins) et 101 (en direction du Veurdre).

### Climat
Pour des articles plus généraux, voir Climat d'Auvergne-Rhône-Alpes et Climat de l'Allier.
En 2010, le climat de la commune est de type climat océanique dégradé des plaines du Centre et du Nord, selon une étude du CNRS s'appuyant sur une série de données couvrant la période 1971-2000. En 2020, Météo-France publie une typologie des climats de la France métropolitaine dans laquelle la commune est exposée à un climat océanique altéré et est dans la région climatique Centre et contreforts nord du Massif Central, caractérisée par un air sec en été et un bon ensoleillement.
Pour la période 1971-2000, la température annuelle moyenne est de 11,1 °C, avec une amplitude thermique annuelle de 16,1 °C. Le cumul annuel moyen de précipitations est de 791 mm, avec 11,3 jours de précipitations en janvier et 7,1 jours en juillet. Pour la période 1991-2020, la température moyenne annuelle observée sur la station météorologique de Météo-France la plus proche, sur la commune d'Yzeure à 9 km à vol d'oiseau, est de 11,9 °C et le cumul annuel moyen de précipitations est de 795,7 mm,. Pour l'avenir, les paramètres climatiques de la commune estimés pour 2050 selon différents scénarios d'émission de gaz à effet de serre sont consultables sur un site dédié publié par Météo-France en novembre 2022.

## Urbanisme

### Typologie
Au 1er janvier 2024, Montilly est catégorisée commune rurale à habitat dispersé, selon la nouvelle grille communale de densité à 7 niveaux définie par l'Insee en 2022.
Elle est située hors unité urbaine. Par ailleurs la commune fait partie de l'aire d'attraction de Moulins, dont elle est une commune de la couronne,. Cette aire, qui regroupe 64 communes, est catégorisée dans les aires de 50 000 à moins de 200 000 habitants,.

### Occupation des sols

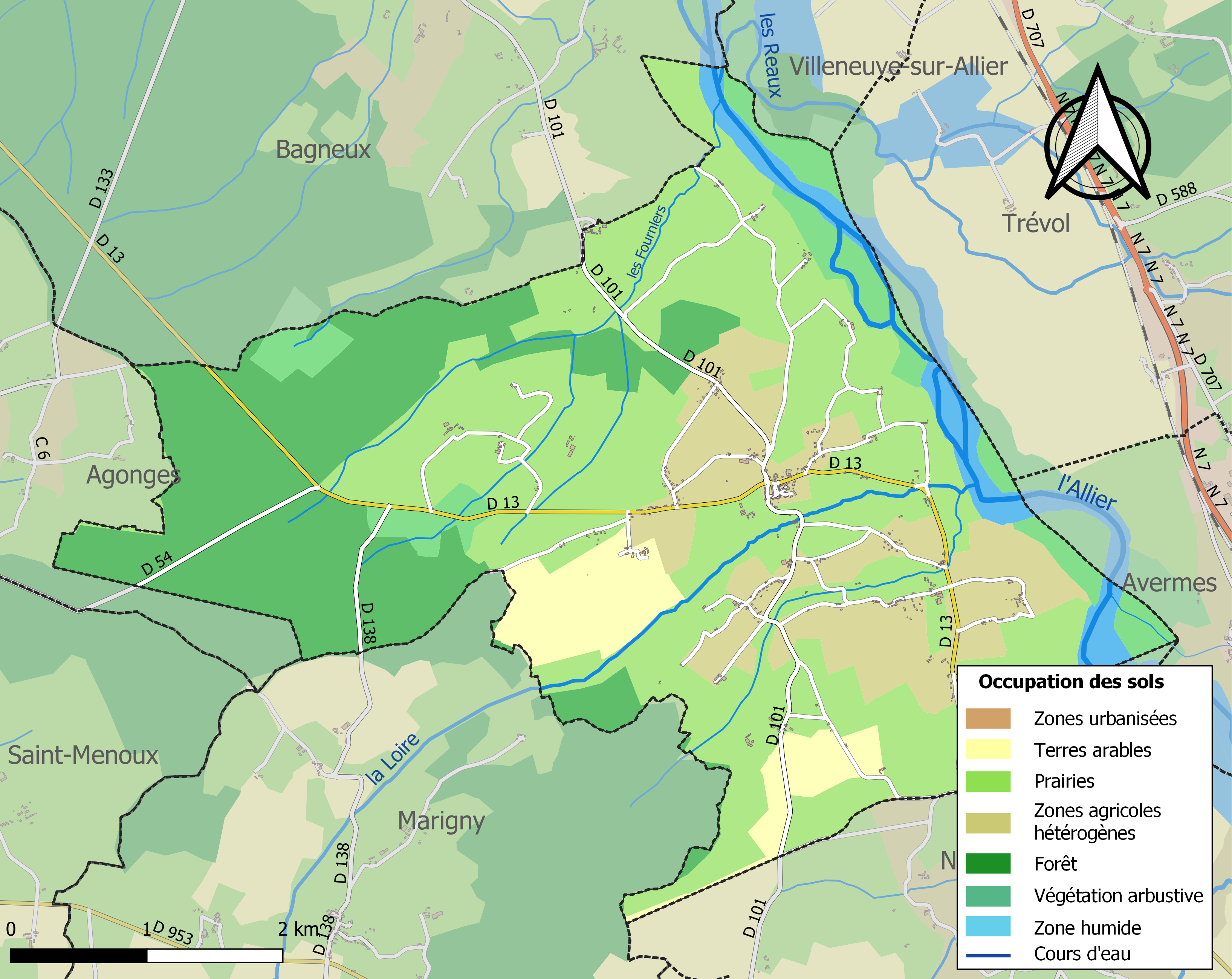
Carte des infrastructures et de l'occupation des sols de la commune en 2018 (CLC).

L'occupation des sols de la commune, telle qu'elle ressort de la base de données européenne d’occupation biophysique des sols Corine Land Cover (CLC), est marquée par l'importance des territoires agricoles (67,7 % en 2018), en diminution par rapport à 1990 (69 %). La répartition détaillée en 2018 est la suivante : 
prairies (47,3 %), forêts (22,8 %), zones agricoles hétérogènes (14,3 %), milieux à végétation arbustive et/ou herbacée (6,2 %), terres arables (6,1 %), eaux continentales (3,4 %).
L'IGN met par ailleurs à disposition un outil en ligne permettant de comparer l’évolution dans le temps de l’occupation des sols de la commune (ou de territoires à des échelles différentes). Plusieurs époques sont accessibles sous forme de cartes ou photos aériennes : la carte de Cassini (XVIIIe siècle), la carte d'état-major (1820-1866) et la période actuelle (1950 à aujourd'hui).

## Politique et administration
| Période                                  | Période                      | Identité                  | Étiquette | Qualité                                           |
| ---------------------------------------- | ---------------------------- | ------------------------- | --------- | ------------------------------------------------- |
| Les données manquantes sont à compléter. |                              |                           |           |                                                   |
| 1818                                     | 1825                         | Georges Pierre Aladane    |           | Officier de gendarmerie                           |
| 1825                                     | 1827                         | Melchior Laporte Lainé    |           |                                                   |
| 1827                                     | 1831                         | Michel Mazerolle          |           |                                                   |
| 1831                                     | 1854                         | Joseph Clavis             |           |                                                   |
| 1854                                     | 1870                         | Claude Dubost             |           |                                                   |
| 1870                                     | 1870                         | Léopold Aladane           |           |                                                   |
| 1870                                     | 1873                         | Jean Baptiste Dubost      |           |                                                   |
| 1873                                     | 1878                         | Antoine Albert Bourdier   |           |                                                   |
| 1878                                     | 1904                         | Claude Dubost             |           |                                                   |
| 1904                                     | 1919                         | Gaëtan Aladane de Paraize |           |                                                   |
| 1919                                     | 1925                         | François Aurambault       |           |                                                   |
| 1983                                     | 2001                         | Roland Voisin             | SE        |                                                   |
| 2001                                     | 2008                         | René Aurambault           | SE        |                                                   |
| 2008                                     | En cours (au 6 juillet 2020) | Didier Pinet              | PS        | Fonctionnaire Réélu en 2014, puis en juillet 2020 |

## Population et société

### Démographie
L'évolution du nombre d'habitants est connue à travers les recensements de la population effectués dans la commune depuis 1793. Pour les communes de moins de 10 000 habitants, une enquête de recensement portant sur toute la population est réalisée tous les cinq ans, les populations de référence des années intermédiaires étant quant à elles estimées par interpolation ou extrapolation. Pour la commune, le premier recensement exhaustif entrant dans le cadre du nouveau dispositif a été réalisé en 2007.

En 2022, la commune comptait 496 habitants, en évolution de −3,88 % par rapport à 2016 (Allier : −1,38 %, France hors Mayotte : +2,11 %).
| 1793 | 1800 | 1806 | 1821 | 1831 | 1836 | 1841 | 1846 | 1851 |
| ---- | ---- | ---- | ---- | ---- | ---- | ---- | ---- | ---- |
| 503  | 496  | 481  | 568  | 583  | 635  | 700  | 706  | 763  |

| 1856 | 1861 | 1866 | 1872 | 1876 | 1881 | 1886 | 1891 | 1896 |
| ---- | ---- | ---- | ---- | ---- | ---- | ---- | ---- | ---- |
| 750  | 808  | 823  | 766  | 777  | 731  | 743  | 754  | 809  |

| 1901 | 1906 | 1911 | 1921 | 1926 | 1931 | 1936 | 1946 | 1954 |
| ---- | ---- | ---- | ---- | ---- | ---- | ---- | ---- | ---- |
| 788  | 784  | 674  | 546  | 537  | 539  | 528  | 509  | 510  |

| 1962 | 1968 | 1975 | 1982 | 1990 | 1999 | 2006 | 2007 | 2012 |
| ---- | ---- | ---- | ---- | ---- | ---- | ---- | ---- | ---- |
| 493  | 466  | 456  | 529  | 528  | 509  | 537  | 541  | 538  |

| 2017 | 2022 | - | - | - | - | - | - | - |
| ---- | ---- | - | - | - | - | - | - | - |
| 508  | 496  | - | - | - | - | - | - | - |

## Culture locale et patrimoine

### Lieux et monuments
- Église Saint-Pierre. Cet édifice des XIe et XIIe siècles, a été très remanié au XIXe siècle. L'abside en cul de four est ornée d'arcs en mitre alternant avec des arcs en plein cintre. Le mobilier comprend un autel de pierre du XIIe siècle, l'un des plus vieux du Bourbonnais ainsi qu'un bénitier de la même époque reposant sur une colonnette.
- Château de Confaix, XVe siècle, au sud-est du bourg[21].

### Héraldique
|  | Les armes de la commune se blasonnent ainsi : D’argent au mont de sinople sommé d’un chêne du même, au chef ondé d’azur chargé d’une clé d’or posée en fasce. |